# Усть-Нарінзор
Усть-Нарінзо́р (рос. Усть-Наринзор) — село у складі Стрітенського району Забайкальського краю, Росія. Адміністративний центр Усть-Нарінзорського сільського поселення.

## Населення
Населення — 544 особи (2010; 726 у 2002).
Національний склад (станом на 2002 рік):
- росіяни — 100 %